# اکسوم
اَکسوم، شهری در اتیوپی شمالی است که به دلیل وجود پادشاهی آکسوم چنین نام‌گذاری شده‌است.

## تاریخچه
پادشاهی اکسوم که نیروی دریایی و بازرگانی نیرومندی داشته‌است، از سدهٔ ۴۰۰ پیش از میلاد تا سدهٔ ۱۰ پس از میلاد در این ناحیه فرمانروایی می‌کرده‌است. این پادشاهی گهگاه در نوشته‌های سده‌های میانه(قرون وسطی) به عنوان پادشاهی اتیوپی یاد می‌شده‌است.

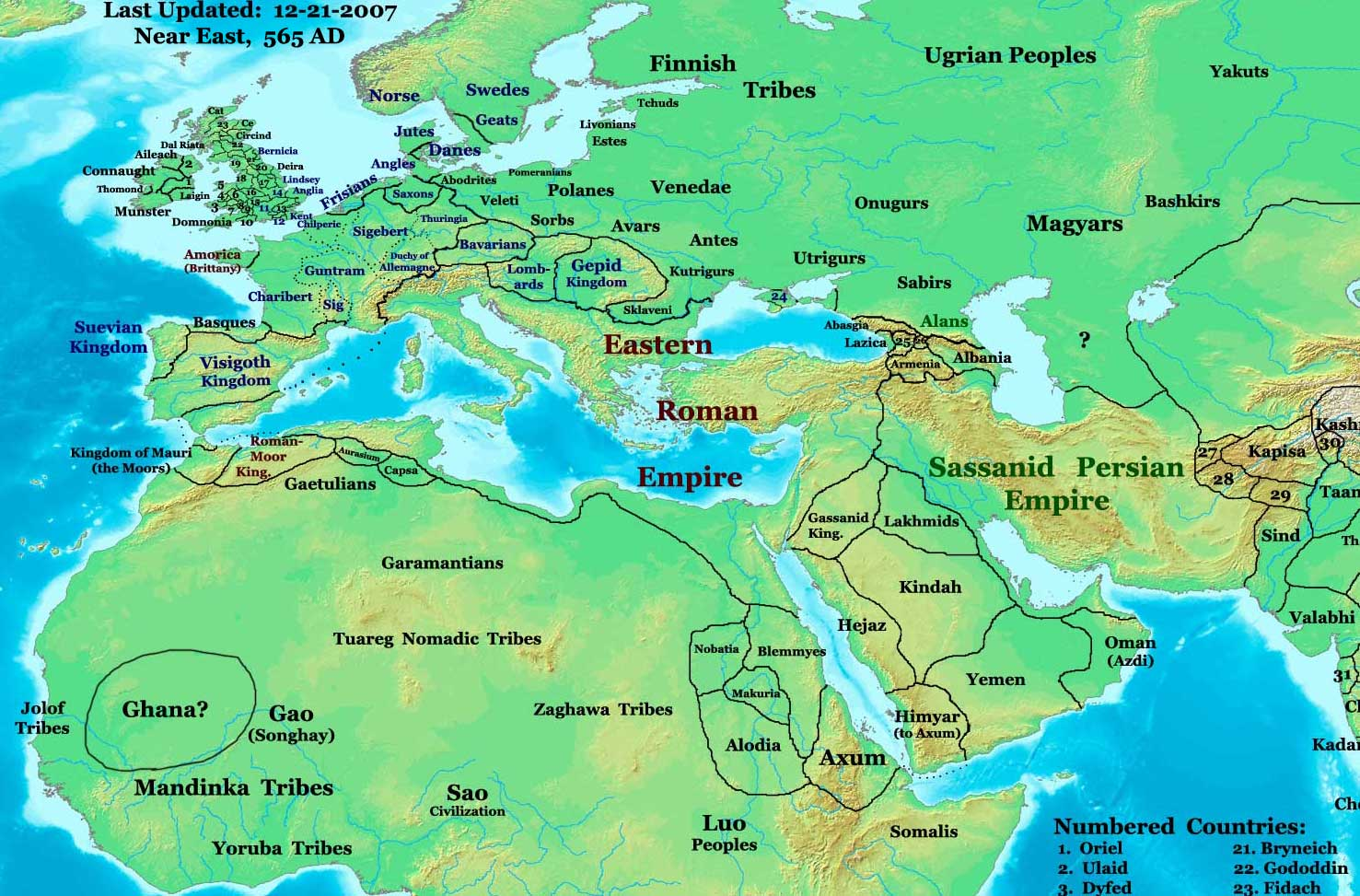
خاور نزدیک در ۵۸۵ پس از میلاد

کهنترین یادداشت‌های تاریخی دربارهٔ اکسوم به ثبت رومیان در نزدیکی زایش عیسی بازمی‌گردد. پادشاهی اکسوم بر ضد ایران با بیزانس همپیمان‌بود. اکسومیان به زبان گعز سخن‌می‌راندند و معماری ویژه‌ای داشتند. از سده هفتم پس از میلاد و با گسسته شدن پیوند بازرگانی این شهر با شهرهایی چون بیزانتیوم، اسکندریه و جنوب اروپا اکسوم را به سراشیب نهاد. اینچنین از جمعیت این شهر کاسته شد تا اینکه در سدهٔ دهم پس از میلاد مسیح پادشاهی اکسوم از هم پاشید.
افسانه‌های بومی ملکه سبا را از این شهر می‌داند. برخی اکسوم را مقدس‌ترین شهر اتیوپی می‌شناسند.

## جغرافیا
این شهر در Mehakelegnaw Zone از ناحیهٔ تیگرای نزدیک به پایهٔ کوه‌های آدوا می‌باشد. ارتفاع این شهر ۲۱۳۰ متر است. در سال ۱۹۸۰ آثار باستانی اکسوم به فهرست میراث جهانی یونسکو افزوده‌شد.

## مذهب
۷۵ درصد مردمان اکسوم عضو کلیسای ارتودوکس اتیوپی هستند. دیگر باشندگان این شهر مسلمانان سنی و مسیحیان ناارتودوکس می‌باشند.

## جمعیت
جمعیت این شهر برپایهٔ آمار ۲۰۰۵ ۴۷،۳۲۰ نفر می‌باشد.

## شهرهای خواهر
- - دنور, ایالات متحده آمریکا (از ۱۹۹۵)